# قرص نيبرا السماوي
قرص نيبرا السماوي (بالألمانية: Himmelsscheibe von Nebra) قرص مصنوع من البرونز يبلغ قطره حوالي 30سم ووزنه حوالي 2.2 كغ، ومصفّح بالزنجار الأخضر المزرق مع وجود ترصيعات على شكل رموز من الذهب. تؤوّل تلك الرموز الذهبية على أنها الشمس والقمر والنجوم (يما فيها الثريا)؛ كما يوجد قوسان من الذهب على الجوانب بحيث يعلّم الزاوية عند الانقلاب الشمسي، وقد أضيفا لاحقاََ؛ كما أضيف قوس في الأسفل لاحقاً، دون معرفة أكيدة للغرض المقصود.
ينسب القرص إلى موقع اكتشافه في محلّة نيبرا بالقرب من مدينة هاله على نهر زاله في ولاية ساكسن أنهالت الألمانية.
يعود تاريخ القرص إلى العصر البرونزي حوالي 1600 سنة قبل الميلاد. أضيف القرص سنة 2013 من اليونيسكو إلى سجل ذاكرة العالم إذ عد من الاكتشافات الأثرية المهمة.

## اقرأ ايضاً
- قبعة ذهبية